# Aidan White
Aidan 'Aidy' Peter White, född 10 oktober 1991 i Leeds, är en engelsk professionell fotbollsspelare och försvarsspelare som senast spelade för Barnsley FC. Han spelar normalt vänsterback och är känd för sina snabba anfall utefter vänsterkanten. Han har även spelat som yttermittfältare.
White är en produkt av Leeds Uniteds fotbollsakademi. Han debuterade för Leeds a-lag som 16-åring i Ligacupen mot Crystal Palace den 26 augusti 2008, och ligadebuten kom några veckor senare mot Carlisle den 20 september 2008. Under sju säsonger spelade White över etthundra matcher för Leeds, och tilldrog sig vid flera tillfällen intresse från klubbar i Premier League, men skadeproblem och tidvis ojämn form hindrade honom att slå igenom på allvar. Under försäsongen 2014 bröt han ett mellanfotsben vilket ledde till att han missade hela den följande säsongen, sånär som på ett inhopp i den allra sista seriematchen. I maj 2015 meddelande Leeds att Whites utgående kontrakt inte skulle komma att förnyas.
Efter att dittills ha spelat hela sin karriär för Leeds gick White vidare till Rotherham United. I november samma år lånades han ut till Barnsley, en övergång som senare blev permanent. Hans kontrakt med klubben förnyades inte vid utgången av säsongen 2016/17.